# 格魯氏魮
格魯氏魮（学名：Barbus gruveli）為輻鰭魚綱鯉形目鯉科的其中一個種。被IUCN列為次級保育類動物，分布於非洲幾內亞及獅子山，體長可達28公分。

## 扩展阅读
維基物種上的相關：格魯氏魮